# Video over LTE
ViLTE (Video over LTE”) este un serviciu de apeluri video de la persoană la persoană, bazat pe rețeaua centrală a subsistemului multimedia IP (IMS), similar cu VoLTE (Voice over LTE). ViLTE are profiluri specifice pentru controlul și VoLTE apelurilor video și utilizează LTE ca mediu de acces radio. Serviciul este reglementat de GSMA în specificația PRD IR.94.

## Mecanism
ViLTE folosește același protocol de control al sesiunii ca VoLTE, respectiv Session Initiation Protocol (SIP). Controlul apelurilor este realizat de rețeaua centrală IMS, în colaborare cu serverul de aplicații (AS). Pentru codarea și decodarea fluxului video, ViLTE utilizează codecul H.264, care oferă o calitate superioară față de codecul 3G-324M⁠(d) utilizat în apelurile video 3G, reducând rata de biți.
Pentru a asigura o calitate corespunzătoare a serviciului (QoS) în cazul apelurilor video ViLTE, este esențială alocarea unui nivel de prioritate corespunzător pentru a diferenția și prioritiza acest trafic conversațional, sensibil la întârzieri și bruiaj, față de alte tipuri de trafic video, cum ar fi cel de streaming, care nu este la fel de sensibil. ViLTE folosește QoS Class Identifier (QCI), unde QCI=2 este alocat traficului video, iar QCI=5 este alocat semnalizării IMS bazate pe SIP.

## Dispozitive
În februarie 2019, Global Mobile Suppliers Association (GSA) a identificat 257 de dispozitive (în majoritate telefoane) compatibile cu ViLTE, numărul acestora crescând la 390 până în august 2019. Mulți dintre cei mai mari producători de telefoane mobile din lume oferă dispozitive compatibile ViLTE.
Din august 2019, 46 de furnizori de dispozitive, printre care Askey, BBK Electronics, BlackBerry, Casper, Celkon, CENTRiC, Comio, Foxconn, General Mobile, Gionee, HMD, HTC, Huaquin Telecom Technology, Huawei, Infinix, Infocus, Intex, Itel, Karbonn, Kult, Lanix, Lava, Lenovo, LG, LYF (Reliance Digital), Micromax, Mobiistar, Motorola, Panasonic, Reach, Samsung, Sonim, Sony Mobile, Spice Devices, Swipe Technologies, TCL, Tecno, Vestel, Xiaomi, YU (Micromax), Yulong Computer, Ziox și ZTE. iPhone-urile, însă, nu suportă tehnologia ViLTE.